# Plaça de la Vila (Cambrils)
La plaça de la Vila és una plaça emblemàtica del centre del barri Antic de Cambrils. En ella se solen celebrar algunes de les festivitats de la vila, entre elles, pregons, festes o vermuts populars i el Mercat de Nadal. Un dels principals edificis de l'entorn de la plaça és la Casa de la Vila del poble.

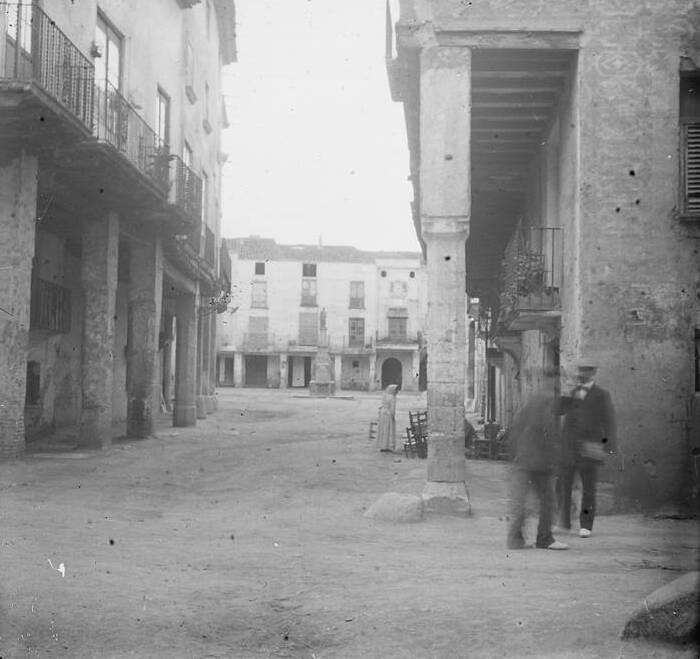
Vista de la plaça el 1916.

En ser la plaça principal de la localitat ha patit múltiples canvis de nom segons el moment polític del moment. Al llarg de la història, s'han repetit tres noms oficiosos: plaça Major, plaça de la Vila, o simplement, la Plaça. Durant el segle XIX l'espai rebé el nom oficial de plaça de la Constitució, encara que hi ha documentació que acredita que puntualment se l'anomenà plaça Reial. Durant la segona república espanyola i fins a la caiguda de Cambrils en mans del règim franquista, la plaça es denominà plaça de la República. En la sessió plenària del 26 de gener de 1939, pocs dies després de l'entrada dels feixistes a la vila, la comissió gestora aprovà la designació de plaça d'Espanya. Aquest nom oficial es mantindria fins i tot després de la reinstauració de la democràcia, i no seria fins a l'any 2014, seguint el mandat de la Llei de la Memòria Històrica i després de successives peticions veïnals, que prendria oficialment el fins llavors popular plaça de la Vila.
Està documentat que fins al 1939, i per decisió del govern municipal, hi havia un quiosc al bell-mig d'aquesta.